# Aptychotrema vincentiana
Aptychotrema vincentiana är en rockeart som först beskrevs av Johann Wilhelm Haacke 1885.  Aptychotrema vincentiana ingår i släktet Aptychotrema och familjen Rhinobatidae. IUCN kategoriserar arten globalt som livskraftig. Inga underarter finns listade i Catalogue of Life.